# Diego López Garrido
Diego López Garrido (ur. 8 września 1947 w Madrycie) – hiszpański polityk, prawnik i nauczyciel akademicki, poseł do Kongresu Deputowanych, w latach 2008–2011 sekretarz stanu w hiszpańskim rządzie.

## Życiorys
W 1969 ukończył prawo na Uniwersytecie Complutense w Madrycie, a w 1970 ekonomię na Universidad Pontificia Comillas. Doktoryzował się w zakresie prawa na Universidad Autónoma de Madrid (1981). Kształcił się również we Francji w zakresie prawa międzynarodowego i praw człowieka. Od 1975 pracował jako doradca prawny w administracji Kortezów Generalnych, w 1990 objął stanowisko profesora prawa konstytucyjnego na Universidad de Castilla-La Mancha. Autor publikacji naukowych głównie z zakresu prawa międzynarodowego, europejskiego i konstytucyjnego.
Pod koniec lat 80. został wiceprezesem stowarzyszenia działającego na rzecz praw człowieka (Asociación Pro Derechos Humanos). W 1986 dołączył do koalicji Zjednoczona Lewica, od 1990 był członkiem jej władz wykonawczych. W latach 1993–1996 zasiadał w Kongresie Deputowanych, nie uzyskując reelekcji. W 1997 został sekretarzem generalnym nowo powołanej partii Nueva Izquierda, w 1999 objął wakujący mandat deputowanego, powracając do niższej izby hiszpańskiego parlamentu. Ponownie wybierany w 2000, 2004, 2008 i 2011, zasiadał w Kongresie Deputowanych do 2016. W 2001 wraz ze swoim ugrupowaniem dołączył do Hiszpańskiej Socjalistycznej Partii Robotniczej. Był sekretarzem generalnym (2004–2006) i rzecznikiem (2006–2008) frakcji poselskiej PSOE. W 2008 powołany na sekretarza stanu ds. stosunków europejskich, funkcję tę pełnił do 2011.